# Maurice Kraitchik
Maurice Borissowitsch Kraitchik (russisch Морис Борисович Крайчик; * 21. April 1882 in Minsk; † 19. August 1957 in Brüssel) war ein in Russland geborener belgischer Mathematiker, der für seine Beiträge zur Unterhaltungsmathematik bekannt ist und sich mit Zahlentheorie beschäftigte.
Kraitchik wurde in Russland geboren und besuchte dort bis zu seinem Abschluss 1903 die höhere Schule, konnte aber wegen Studienbeschränkungen für Juden dort nicht studieren. Er wollte Mathematik in Frankreich studieren, blieb aber unterwegs in Lüttich (Liége) hängen, wo er erfuhr, dass er Mathematik studieren konnte, wenn er die Eingangsprüfungen bestand. Trotz mangelnder Französischkenntnisse wurde er zugelassen. Er schloss sein Studium 1910 an der Universität Lüttich als Elektroingenieur ab. Bis zu seinem Lebensende bevorzugte er die Berufsbezeichnung Ingenieur, obwohl er als Versicherungsmathematiker arbeitete. Während des Ersten Weltkriegs konnte er nicht nach Russland zurückkehren, und er arbeitete bei dem belgischen Finanzunternehmen Sofina (Société Financière de Transports et d’Entreprises Industrielles), bei dem er bis zu seinem Ruhestand 1948 blieb. Nebenbei promovierte er 1923 an der Université Libre de Bruxelles in Mathematik (Zahlentheorie). Nach seiner Promotion hielt er auch als Agregé Vorlesungen über Zahlentheorie an der Universität Brüssel. Er war später Direktor des Institut des Hautes Etudes de Belgique.
Kraitchik schrieb einige Bücher über Unterhaltungsmathematik und über Zahlentheorie. 1931 bis 1939 war er Herausgeber der Zeitschrift für Unterhaltungsmathematik „Sphinx“ (Revue mensuelle des questions récréatives). 1935 organisierte er in Brüssel den ersten internationalen Kongress über Unterhaltungsmathematik, dem ein zweiter 1937 in Paris folgte. Während des Zweiten Weltkriegs (1941 bis 1946) ging er in die USA, wo er in New York an der New School for Social Research als Associate Professor Vorlesungen über Unterhaltungsmathematik hielt. Danach kehrte er wieder nach Belgien zurück.
Kraitchik verbesserte 1926 das Faktorisierungsverfahren von Pierre de Fermat, was später von Carl Pomerance zum Quadratischen Sieb erweitert wurde. Kraitchik ist auch für eine Wochentagsformel bekannt und für das Umtauschparadoxon.

## Schriften
- Théorie des Nombres, Gauthier-Villars, Paris 1926, 1947 (2 Bände).
- Recherches sur la théorie des nombres I, II, Gauthier-Villars, Paris 1924, 1929
- Alignment Charts – construction and use, Van Nostrand, New York 1944
- La mathématique des jeux ou Récréations mathématiques, Paris: Vuibert, Brüssel Imprimerie Stevens Frères, 1930, 2. Auflage Brüssel 1953
- Mathematical recreations, George Allen & Unwin Ltd, London 1944, 2. Auflage 1953 und Dover, New York 1953, 2006.
- Introduction a la théorie des nombres, Gauthier-Villars, 1952
- Financial graphic tables, D. Nutt, London/G. E. Stechert, New York 1939